# Lázně Petrkov

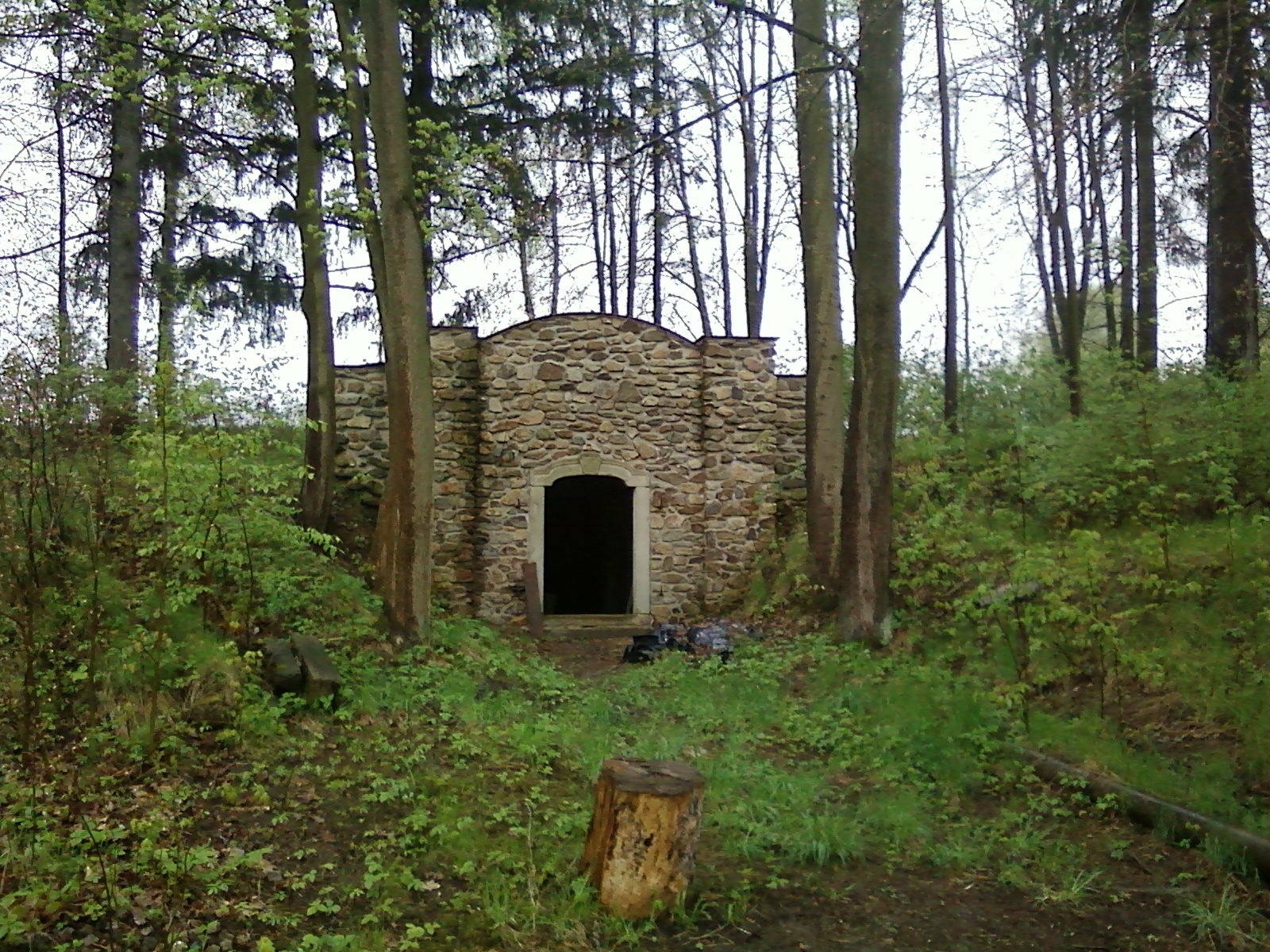
Sklepení ledárny

Lázně Petrkov (uváděné také jako Lázně sv. Jana Křtitele v Petrkově) stojí při Lázeňském rybníku, při krátké odbočce ze silnice z Petrkova na Svatý Kříž v okrese Havlíčkův Brod.. Místem prochází trasa NS Bohuslava Reynka.

## Historie
Prvopočátky lázeňství v Petrkově lze vysledovat do roku 1729, kdy se mnich Aloisius z augustiniánského kláštera v Německém Brodě (dnes Havlíčkův Brod) údajně vydal hledat ve Svatém Kříži léčebný pramen, který by mu ulevil od revmatu. Ten se měl nacházet ve studánce ve zdejším kostele Nalezení sv. Kříže. Pramen zde ovšem již nebyl, mnich jej našel až v údolí mezi Svatým Křížem a Petrkovem, kde tryskal z ústí zaniklé hornické štoly. Vodu mu pomohla a od té doby sem proudily zástupy nemocných.
Lázně nechal v barokním stylu okolo roku 1731 vystavět hrabě Karel Josef II. z Palm-Guldenfingenu. Tato první budova sloužila šlechtickým rodinám z okolí. Roku 1747 provedl čáslavský fyzik Rudolph Lodgmann von Auen první rozbor zdejší vody, který potvrdil její léčivé účinky. Zdejšímu pramenu a lázním se v roce 1775 věnoval i hlavní lékař a epidemiolog Jihlavského kraje Johann Baptist Michael Edler von Sagar, který zkoumal také léčivý pramen v Dobré Vodě u Pozďátek.
V roce 1777 prošly budovy přestavbou v duchu empíru, přičemž tato podoba se dochovala v severní části lázní. Jižní část v roce 1890 vyhořela, následně však došlo k obnovení. Za vlády Marie Terezie patrně sloužily jako zotavovna vojenských důstojníků, kterých se zde mělo vystřídat kolem 3000. Okolo roku 1830 byly lázně v majetku prvního českého cirkusáka Emana Beránka. Ještě na začátku 20. století byly ve správě Karla Výborného a uvádí se zde sirnato-železité parní lázně, které pomáhaly proti revmatismu. Za první světové války zde pobývali vystěhovalci z Haliče, po roce 1939 němečtí vojáci, které vystřídala Rudá armáda. Poslední velkou opravou prošly okolo roku 1930, následně se v nich léčili lidé s problémy kloubů, kožními a nervovými chorobami, otylostí, dnou a ischiasem. V roce 1948 však prošly znárodněním a od té doby jsou uzavřené. V provozu zůstávala pouze lázeňská restaurace, která se stala vyhledávaným výletním cílem obyvatel Havlíčkova Brodu.
Po roce 1989 se objevily úvahy o vybudování léčebného sanatoria, ze kterých ovšem sešlo. V roce 2005 byl majitelem budov bývalých lázní a přilehlých pozemků tehdejší ministr zemědělství Petr Zgarba, jehož manželka je vnučkou Karla Výborného. Dnes jsou tyto budovy v soukromém vlastnictví (patří Marii Zgarbové) a ve špatném technickém stavu. Majitelka podle svých slov nemá zájem stav budov řešit. V létě 2022 je objekt stále v neutěšeném stavu.